# Giro d'Italia 2013
Giro d'Italia 2013 var den 96. udgave af verdens næststørste etapeløb, Giro d'Italia. Årets udgave begyndte den 4. maj i Napoli og sluttede 26. maj i Brescia.

## Deltagere
På grund af, at Giro d'Italia var en del af UCI World Tour, var alle 18 UCI ProTour-hold automatisk inviteret og forpligtet til at sende et hold. Derudover inviterede arrangøren RCS Sport yderlige fire hold til løbet. Dermed blev der i alt 198 ryttere i feltet med ni på hvert hold.
| UCI ProTour-hold: - Ag2r-La Mondiale (ALM) - Argos-Shimano (ARG) - Astana Pro Team (AST) - Belkin Pro Cycling (BEL) - BMC Racing Team (BMC) - Cannondale (CAN) - Euskaltel-Euskadi (EUS) - FDJ (FDJ) - Garmin-Sharp (GRM) | 0 - Lampre-Merida (LAM) - Lotto-Belisol (LTB) - Movistar Team (MOV) - Omega Pharma-Quick Step (OPQ) - Orica-GreenEDGE (OGE) - RadioShack-Leopard (RLT) - Team Saxo-Tinkoff (SAX) - Team Sky (SKY) - Vacansoleil-DCM (VCD) - Team Katusha (KAT) | Wildcards: - Colombia (COL) - Androni Giocattoli-Venezuela (AND) - Bardiani Valvole-CSF Inox (COG) - Vini Fantini-Selle Italia (FAR) |

### Startnummer 108
Startnummeret 108 udgik for andet år i træk til minde om Wouter Weylandt der døde efter et styrt i 2011-udgaven af Giroen. FDJ der skulle have kørt med startnumre fra 101 til 109, kørte i stedet med startnr. 100-107 samt 109.

## Ruten
Offentliggørelsen af ruten for Giro d'Italia 2013, fandt sted den 30. september 2012 i Spazio Pelota i Milano, hvor adskillige ryttere blandt andet vinderen af 2012-udgaven Ryder Hesjedal deltog. For første gang siden 2008 vil løbets første etape ligge i Syditalien. Øen Ischia vil være vært for en etape, for første gang i 54 år, og det bliver holdenkeltstarten på 2. etape.

### Mindesmærker
2013-udgaven ville ære de 2000 ofre for Vajont-katastrofen der fandt sted for 50 år siden, da et jordskred på Monte Toc fik vandet i den opdæmmede sø bag Vajont-dæmningen til at flyde over og oversvømme store dele af dalen nedenfor. Især byen Longarone, der er startby på 12. etape, blev hårdt ramt.
På 9. etape fejredes en de af de største italienske cykelryttere Gino Bartali der boede i Firenze. Denne etape ville også give mulighed for at teste noget af ruten til VM i landevejscykling 2013, der skal afholdes i Toscana i slutningen af september.
Desuden ville man fejre 200-året for komponisten Giuseppe Verdis fødsel ved at hans fødeby Busseto er startby for 13. etape.

## Etaper
| Etape | Dato    | Startby                  | Målby                  | Km       | Sværhedsgrad | Type       | Type            | Etapevinder                    | Den rosa trøje         |
| ----- | ------- | ------------------------ | ---------------------- | -------- | ------------ | ---------- | --------------- | ------------------------------ | ---------------------- |
| 1     | 4. maj  | Napoli                   | Napoli                 | 130      | [ 2 ]        | Flad       | Flad            | Mark Cavendish (OPQ)           | Mark Cavendish (QPQ)   |
| 2     | 5. maj  | Ischia                   | Forio                  | 17,4     | [ 3 ]        | Tempo      | Holdenkeltstart | Team Sky                       | Salvatore Puccio (SKY) |
| 3     | 6. maj  | Sorrento                 | Marina di Ascea        | 222      | [ 4 ]        | Kuperet    | Kuperet         | Luca Paolini (KAT)             | Luca Paolini (KAT)     |
| 4     | 7. maj  | Policastro Bussentino    | Serra San Bruno        | 246      | [ 5 ]        | Kuperet    | Kuperet         | Enrico Battaglin (BAR)         | Luca Paolini (KAT)     |
| 5     | 8. maj  | Cosenza                  | Matera                 | 203      | [ 6 ]        | Flad       | Flad            | John Degenkolb (OPQ)           | Luca Paolini (KAT)     |
| 6     | 9. maj  | Mola di Bari             | Margherita di Savoia   | 169      | [ 7 ]        | Flad       | Flad            | Mark Cavendish (OPQ)           | Luca Paolini (KAT)     |
| 7     | 10. maj | San Salvo                | Pescara                | 177      | [ 8 ]        | Kuperet    | Kuperet         | Adam Hansen (LTB)              | Beñat Intxausti (MOV)  |
| 8     | 11. maj | Gabicce Mare             | Saltara                | 54,8     | [ 9 ]        | Tempo      | Enkeltstart     | Alex Dowsett (MOV)             | Vincenzo Nibali (AST)  |
| 9     | 12. maj | Sansepolcro              | Firenze                | 170      | [ 10 ]       | Kuperet    | Kuperet         | Maxim Belkov (KAT)             | Vincenzo Nibali (AST)  |
| H     | 13. maj | Hviledag                 | Hviledag               | Hviledag | Hviledag     | Hviledag   | Hviledag        | Hviledag                       | Hviledag               |
| 10    | 14. maj | Cordenons                | Altopiano del Montasio | 167      | [ 11 ]       | Bjergetape | Bjergetape      | Rigoberto Uran (SKY)           | Vincenzo Nibali (AST)  |
| 11    | 15. maj | Tarvisio (C. del Predil) | Vajont (Erto e Casso)  | 182      | [ 12 ]       | Kuperet    | Kuperet         | Ramūnas Navardauskas (GRS)     | Vincenzo Nibali (AST)  |
| 12    | 16. maj | Longarone                | Treviso                | 134      | [ 13 ]       | Flad       | Flad            | Mark Cavendish (OPQ)           | Vincenzo Nibali (AST)  |
| 13    | 17. maj | Busseto                  | Cherasco               | 254      | [ 14 ]       | Flad       | Flad            | Mark Cavendish (OPQ)           | Vincenzo Nibali (AST)  |
| 14    | 18. maj | Cervere                  | Bardonecchia           | 168      | [ 15 ]       | Bjergetape | Bjergetape      | Mauro Santambrogio (FAR)       | Vincenzo Nibali (AST)  |
| 15    | 19. maj | Cesana Torinese          | Col du Galibier        | 149      | [ 16 ]       | Bjergetape | Bjergetape      | Giovanni Visconti (MOV)        | Vincenzo Nibali (AST)  |
| H     | 20. maj | Hviledag                 | Hviledag               | Hviledag | Hviledag     | Hviledag   | Hviledag        | Hviledag                       | Hviledag               |
| 16    | 21. maj | Valloire                 | Ivrea                  | 238      | [ 17 ]       | Kuperet    | Kuperet         | Beñat Intxausti (MOV)          | Vincenzo Nibali (AST)  |
| 17    | 22. maj | Caravaggio               | Vicenza                | 214      | [ 18 ]       | Flad       | Flad            | Giovanni Visconti (MOV)        | Vincenzo Nibali (AST)  |
| 18    | 23. maj | Mori                     | Polsa                  | 20,6     | [ 19 ]       | Tempo      | Enkeltstart     | Vincenzo Nibali (AST)          | Vincenzo Nibali (AST)  |
| 19    | 24. maj | Ponte di Legno           | Val Martello           | 139      | [ 20 ]       | Bjergetape | Bjergetape      | Etapen aflyst (Extra Hviledag) | Vincenzo Nibali (AST)  |
| 20    | 25. maj | Silandro                 | Tre Cime di Lavaredo   | 203      | [ 21 ]       | Bjergetape | Bjergetape      | Vincenzo Nibali (AST)          | Vincenzo Nibali (AST)  |
| 21    | 26. maj | Riese Pio X              | Brescia                | 197      | [ 22 ]       | Flad       | Flad            | Mark Cavendish (OPQ)           | Vincenzo Nibali (AST)  |

## Trøjerne dag for dag
| Etape  | Rosa trøje Maglia rosa | Pointtrøje Maglia rosso passione | Bjergtrøje Maglia azzurra | Ungdomstrøje Maglia bianca | Holdkonkurrence Trofeo Fast Team |
| 1      | Mark Cavendish         | Mark Cavendish                   | Giovanni Visconti         | Elia Viviani               | Orica-GreenEDGE                  |
| 2      | Salvatore Puccio       | Mark Cavendish                   | Giovanni Visconti         | Salvatore Puccio           | Team Sky                         |
| 3      | Luca Paolini           | Luca Paolini                     | Willem Wauters            | Fabio Aru                  | Team Katusha                     |
| 4      | Luca Paolini           | Luca Paolini                     | Giovanni Visconti         | Fabio Aru                  | Team Katusha                     |
| 5      | Luca Paolini           | Luca Paolini                     | Giovanni Visconti         | Fabio Aru                  | Team Katusha                     |
| 6      | Luca Paolini           | Mark Cavendish                   | Giovanni Visconti         | Fabio Aru                  | Team Katusha                     |
| 7      | Beñat Intxausti        | Mark Cavendish                   | Giovanni Visconti         | Rafal Majka                | Team Katusha                     |
| 8      | Vincenzo Nibali        | Mark Cavendish                   | Giovanni Visconti         | Wilco Keldermann           | Team Astana                      |
| 9      | Vincenzo Nibali        | Cadel Evans                      | Stefano Pirazzi           | Wilco Keldermann           | Blanco Pro Cycling               |
| 10     | Vincenzo Nibali        | Cadel Evans                      | Stefano Pirazzi           | Rafal Majka                | Team Sky                         |
| 11     | Vincenzo Nibali        | Cadel Evans                      | Stefano Pirazzi           | Rafal Majka                | Team Sky                         |
| 12     | Vincenzo Nibali        | Mark Cavendish                   | Stefano Pirazzi           | Rafal Majka                | Team Sky                         |
| 13     | Vincenzo Nibali        | Mark Cavendish                   | Stefano Pirazzi           | Rafal Majka                | Team Sky                         |
| 14     | Vincenzo Nibali        | Mark Cavendish                   | Stefano Pirazzi           | Rafal Majka                | Team Sky                         |
| 15     | Vincenzo Nibali        | Mark Cavendish                   | Stefano Pirazzi           | Carlos Betancur            | Team Sky                         |
| 16     | Vincenzo Nibali        | Mark Cavendish                   | Stefano Pirazzi           | Carlos Betancur            | Team Sky                         |
| 17     | Vincenzo Nibali        | Mark Cavendish                   | Stefano Pirazzi           | Carlos Betancur            | Team Sky                         |
| 18     | Vincenzo Nibali        | Mark Cavendish                   | Stefano Pirazzi           | Rafal Majka                | Team Sky                         |
| 19     | Vincenzo Nibali        | Mark Cavendish                   | Stefano Pirazzi           | Rafal Majka                | Team Sky                         |
| 20     | Vincenzo Nibali        | Vincenzo Nibali                  | Stefano Pirazzi           | Carlos Betancur            | Team Sky                         |
| 21     | Vincenzo Nibali        | Mark Cavendish                   | Stefano Pirazzi           | Carlos Betancur            | Team Sky                         |
| Vinder | Vincenzo Nibali        | Mark Cavendish                   | Stefano Pirazzi           | Carlos Betancur            | Team Sky                         |

### Samlet klassement
Samlet klassement
| Nr | Navn             | Hold            | Tid      |
| -- | ---------------- | --------------- | -------- |
| 1  | Vincenzo Nibali  | Team Astana     | 79:23:19 |
| 2  | Rigoberto Uran   | Team Sky        | +4:43    |
| 3  | Cadel Evans      | BMC Racing Team | +5:52    |
| 4  | Michele Scarponi | Lampre-Merida   | +6:48    |
| 5  | Carlos Betancur  | Movistar Team   | +7:28    |

### Point trøjen
Point konkurrencen
| Nr | Navn              | Hold                    | Point |
| -- | ----------------- | ----------------------- | ----- |
| 1  | Mark Cavendish    | Omega Pharma-Quick Step | 158   |
| 2  | Vincenzo Nibali   | Team Astana             | 128   |
| 3  | Cadel Evans       | BMC Racing Team         | 111   |
| 4  | Carlos Betancur   | Ag2r-La Mondiale        | 108   |
| 5  | Giovanni Visconti | Movistar Team           | 105   |

### Bjerg trøjen
Bjerg konkurrencen
| Nr | Navn              | Hold                         | Point |
| -- | ----------------- | ---------------------------- | ----- |
| 1  | Stefano Pirazzi   | Bardiani Valvole-CSF Inox    | 82    |
| 2  | Vincenzo Nibali   | Astana Team                  | 45    |
| 3  | Giovanni Visconti | Movistar Team                | 45    |
| 4  | Jackson Rodriguez | Androni Giocattoli-Venezuela | 41    |
| 5  | Carlo Betancur    | Ag2r-La Mondiale             | 37    |

### Ungdoms trøjen
Ungdoms trøjen
| Nr | Navn            | Hold                         | Tid      |
| -- | --------------- | ---------------------------- | -------- |
| 1  | Carlos Betancur | Ag2r-La Mondiale             | 79:30:47 |
| 2  | Rafal Majka     | Team Saxo-Tinkoff            | +41      |
| 3  | Wilco Kelderman | Blanco Pro Cycling           | +12:50   |
| 4  | Darwin Atapuma  | Colombia                     | +21:28   |
| 5  | Diego Rosa      | Androni Giocattoli-Venezuela | +32:55   |